# いわみみか。
いわみ みか。（いわみ みか、「。」は読まない ）は、日本の色彩設定者。
EMTスクエアード所属。元 studioぴえろ所属。愛媛県今治市出身。

## 来歴
『ふしぎ遊戯』など色指定・色彩設計等のスタッフとして数多くのアニメのクレジットタイトルに登場。『チンプイ』で絵コンテを経験したこともある。
当初は岩見美香、いわみ みか名義であったが、後にいわみ みか。と改名し現在に至る。

## 参加作品
- 忍者戦士飛影
- あんみつ姫
- 機甲猟兵メロウリンク
- おそ松くん
- ときめきメモリアル
- 南海奇皇
- ヒカルの碁
- 妖しのセレス
- ふしぎ遊戯
- CLAMP学園探偵団
- とってもラッキーマン
- ぐるぐるタウンはなまるくん
- たこやきマントマン
- はじめ人間ゴン
- ガンバリスト! 駿
- 最遊記RELOAD
- 最遊記RELOAD GUNLOCK
- シュガシュガルーン
- ソニックX
- E'S OTHERWISE
- 天使になるもんっ!
- エア・ギア
- BLUE DRAGON
- BLUE DRAGON-天界の七竜-
- 劇場版 NARUTO -ナルト- 疾風伝
- 劇場版 NARUTO -ナルト- 疾風伝 絆
- キングダム
- 恋愛暴君
- ありすorありす
- 百錬の覇王と聖約の戦乙女
- くまクマ熊ベアー
- 繰繰れ！コックリさん